# Скворцов, Сергей Борисович
Серге́й Бори́сович Скворцо́в (родился 29 июля 1956 года в г. Тула) — советский политик, один из основателей Марксистской платформы в КПСС. Был инициатором «XXIX восстановительного съезда» КПСС (см. Платформы в КПСС), который провёл в июле 1992 года в г. Пушкино. С тех пор возглавляет незарегистрированную компартию под названием КПСС, которую представители других компартий шутливо называют «Коммунистическая Партия Сергея Скворцова». Также председатель Всероссийского комитета защиты Курил.

## Биография
Правнучатый племянник Фёдора Андреевича Щербины.
Окончил Тульский политехнический институт (по специальности «инженер-экономист») и аспирантуру Института экономики АН СССР (Москва). Член КПСС с двадцатилетнего возраста. Вспоминал, что «входил в подпольную коммунистическую группу, которая как раз и пришла в конце 70-х годов к выводу, что Советский Союз развивается не по тому пути, именно благодаря тому, что он во многом отходит от ленинских принципов…»
Работал экономистом в оборонной промышленности, инструктором горкома комсомола. Служил офицером в Советской Армии. После демобилизации работал в обществе «Знание» РСФСР, затем научным сотрудником Института экономики и прогнозирования научно-технического прогресса АН СССР.
В 1987 году стал руководителем независимой общественной организации «Фонд социальных инициатив». С 1990 года — главный редактор «Народной газеты». В 1990—1991 гг. — консультант депутатской группы «Союз» Съезда народных депутатов СССР.
В июле 1992 году воссоздал КПСС и был избран секретарём-координатором ЦК КПСС. С 23 ноября 2003 года — Первый секретарь ЦК КПСС.
С 1992 г. возглавляет Всероссийский комитет защиты Курил. Под его руководством были проведены массовые акции протеста Всероссийского дня защиты Курил, заставившие Ельцина отказаться от намечавшейся поездки в Японию и передачи Курил японцам. Известность получила его фраза «Россия велика, но лишней земли у нас нет».
4 октября 1993 г. единственным из лидеров компартий находился в Доме Советов и покинул его с последней группой депутатов.
Осенью-зимой 1993—1994 гг. возглавлял Движение в защиту отечественной истории, отстоявшее Мавзолей В. И. Ленина.
Не признаёт легитимность восстановительного съезда КПСС 26—27 марта 1993 года, а также КПСС Олега Шенина.
Владеет пятью иностранными языками. Женат (супруга — учительница), имеет троих детей.